# Evangélikus templom (Szolnok)
A szolnoki evangélikus templom Szolnok belvárosában, a Verseghy-park és a Tiszaparti sétány közelében, a Szigligeti Színház szomszédságában áll. A templomhoz parókia is tartozik, aminek épületében lelkészi hivatal és imaterem található. Műemlékvédelmi azonosítószáma 941 (261997), helyrajzi száma 813.

## Történet
A város legszebb parkjában található templom a reformáció fontos színhelyének, a wittenbergi vártemplomnak a mintájára épült, annak kicsinyített és egyszerűsített mása.
A telket 1927-ben adományozta a város a gyülekezetnek, D. Geduly Henrik (1866-1937) püspök helyezte el a templom alapkövét. Gerey Ernő építész tervei alapján épült, 1932-ben adták át.

## Az épület

### Külső tér
A műemlékjellegű épület neoreneszánsz és neogótikus stílusjegyeket visel. A homlokzat csúcsíves bejárata fölött Luther-rózsa található. Tornyányak csúcsíves ablakai alatt eredetileg az "Erős vár a mi Istenünk" felirat futott körbe, ez ma nem látható. A toronysisakon latin kereszt áll. A homlokzat tetején ívsor húzódik, közepén két vékony csúccsal, középen latin kereszttel. Ablakai csúcsívesek, eredetileg színes üvegberakással készültek, azonban ezek a második világháborúban megsérültek. A templomhoz szervesen illeszkedik a kovácsoltvas ráccsal szegélyezett templomkert.

### Templombelső
A belső tér egyhajós, a bejárat felett karzat található. A templomeblső kialakítása is hasonló a wittenbergi temploméhoz, bár lényegesen szerényebb kivitelű: a padok, a csillárok, a szószék, és az oltár egyaránt. Az oltár, a szószék és a keresztelőkút fehér márványból készült, neogótikus csúcsívek díszítik. Technikatörténeti érdekesség, hogy a templomtér fűtését  a padlózatba süllyesztett termálvizes csőrendszer szolgálta. Ez ma már nem működik, de a fémlapokkal fedett csőrendszer a padsorok között ma is látható. Az eredeti oltárkép, amit Vidovszky Béla festőművész alkotott, a második világháborúban megsemmisült. A második világháború után egy egyszerű fakereszt állt az oltárkép helyén, ez ma a karzaton látható. A mostani oltárkép alkotója nem ismert, a közismert Munkácsy-trilógia egyik részletének reprodukciója, és a Pilátus előtt álló Jézust ábrázolja. Az oltár jobb oldalán emléktábla látható (Fodor Ottmár (1925–1991, esperes (1964-1991)), a templom leghosszabb ideig szolgáló lelkészének emléktáblája.) A templomnak harangja 2005-ig nem volt. Akkor egy budapesti evangélikus hívő nagyobb összegű adománya indította el a gyűjtést, amelyhez a szolnoki gyülekezet is kapcsolódott. A harangot Lengyelországban öntötték, 220 kg-os, d2 hangú, felirata: "Erős vár a mi Istenünk". A toronyba 2005. szeptember 20-án emelték be. Orgona nincsen a templomban, harmóniuma az 1930-as években készült.